# Feel Euphoria
Feel Euphoria è un album del gruppo neoprogressive statunitense Spock's Beard. È il primo album senza il membro fondatore Neal Morse.

## Tracce
1. "Onomatopoeia" (Nick D'Virgilio, Alan Morse, John Boegehold) – 5:16
2. "The Bottom Line" (D'Virgilio, Stan Ausmus) – 7:33
3. "Feel Euphoria" (D'Virgilio, Ryo Okumoto) – 7:20
4. "Shining Star" (D'Virgilio) – 4:04
5. "East of Eden, West of Memphis" (Morse, Boegehold) – 7:05
6. "Ghosts of Autumn" (Dave Meros, Boegehold) – 6:54
7. "A Guy Named Sid" (D'Virgilio) – 20:23
  - I. Intro – 3:00
  - II. Same Old Story – 4:25
  - III. You Don't Know – 3:11
  - IV. Judge – 3:20
  - V. Sid's Boys Choir – 1:09
  - VI. Change – 5:18
8. "Carry On" (Morse, Ausmus, Boegehold) – 5:17

Special edition bonus tracks
1. "Moth of Many Flames" (Morse) – 3:17
2. "From the Messenger" (Okumoto) – 7:27

## Formazione
- Nick D'Virgilio – voce, batteria, percussioni
- Alan Morse – chitarra elettrica, violoncello, voce
- Dave Meros – basso
- Ryo Okumoto – organo Hammond, mellotron, sintetizzatore
- Stan Ausmus – testi
- John Boegehold – testi